# Chung kết giải vô địch bóng đá châu Âu 2016
Trận chung kết của UEFA Euro 2016, phiên bản thứ mười lăm của Giải vô địch bóng đá châu Âu đã đến. Đây là giải đấu bóng đá quốc tế được UEFA tổ chức 4 năm một lần và diễn ra tại Pháp. Trận chung kết giữa hai đội tuyển Bồ Đào Nha và Pháp đã diễn ra vào ngày 10 tháng 7 năm 2016 tại sân vận động Stade de France ở Paris.Giải đấu này có sự tham gia của 24 đội tuyển bóng đá quốc gia, bắt đầu từ vòng bảng, sau đó 16 đội đã vượt qua vòng loại trực tiếp để tiến vào trận chung kết. Trên đường đến trận chung kết, đội tuyển Bồ Đào Nha đứng thứ ba ở bảng F, với các trận hòa trước Iceland, Áo và Hungary. Tuy nhiên, đội tuyển Bồ Đào Nha đã vượt qua Croatia ở vòng 16 đội và đánh bại Ba Lan trong loạt sút luân lưu ở tứ kết. Họ tiến vào trận chung kết sau khi đánh bại xứ Wales ở bán kết.Trong khi đó, đội tuyển Pháp đã kết thúc vòng bảng với tư cách là đội nhất bảng A, đánh bại Romania và Albania trước khi hòa với Thụy Sĩ. Trong vòng đấu loại trực tiếp, đội tuyển Pháp đã đánh bại Cộng hòa Ireland và Iceland trước khi đánh bại Đức ở bán kết.
Trận đấu diễn ra trước sự chứng kiến của 75.868 khán giả và trọng tài người Anh Mark Clattenburg. Hiệp 1 kết thúc mà không có bàn thắng nào được ghi. Trong suốt thời gian thi đấu, Cristiano Ronaldo của Bồ Đào Nha đã bị chấn thương và phải rời sân trên cáng, để lại một khoảng trống lớn trong đội hình. Bất chấp cơ hội được tạo ra, trận đấu tiếp tục diễn ra với tỷ số 0-0 và bước vào hiệp phụ.Khoảng thời gian thêm của hiệp phụ cũng không có bàn thắng nào được ghi. Nhưng vào phút thứ 109 của trận đấu, Bồ Đào Nha đã vượt lên dẫn trước với bàn thắng của Eder. Cầu thủ này đã thực hiện một cú sút tầm xa từ khoảng cách 25 mét (23 m) và đánh bại được thủ môn Hugo Lloris của Pháp. Bàn thắng này đã đem lại hy vọng cho đội tuyển Bồ Đào Nha.Phút bù giờ cuối cùng đã chính thức kết thúc trận đấu, và Bồ Đào Nha đã giành chiến thắng với tỷ số 1-0. Đây là lần đầu tiên trong lịch sử đội tuyển Bồ Đào Nha giành được chức vô địch giải đấu lớn như Euro.
Bồ Đào Nha đã giành chiến thắng trong trận chung kết của Giải vô địch châu Âu 2016, với Pepe được vinh danh là cầu thủ xuất sắc nhất trong trận đấu đó. Trong khi đó, Antoine Griezmann của Pháp đã nhận được giải thưởng cầu thủ xuất sắc nhất giải đấu.Đây là lần thứ 10 các quốc gia khác nhau giành được chức vô địch châu Âu, và Bồ Đào Nha đã làm được điều đó sau 12 năm kể từ khi họ thua trận chung kết đầu tiên tại giải đấu năm 2004 trên sân nhà. Pháp đã trở thành đội chủ nhà thứ hai thất bại trong trận chung kết, sau khi Bồ Đào Nha đã làm điều đó năm 2004. Đây cũng là trận đấu đầu tiên mà Pháp thất bại tại một giải đấu lớn được tổ chức tại nước này kể từ trận playoff hạng ba Cúp các quốc gia châu Âu năm 1960 với Tiệp Khắc.Trận đấu kết thúc với tỷ số hòa 0-0 sau 90 phút thi đấu, là trận chung kết Giải vô địch châu Âu thứ 5 kết thúc với tỷ số hòa trong thời gian chính thức. Trong hiệp phụ, Eder đã ghi bàn giúp Bồ Đào Nha giành chiến thắng 1-0 và trở thành đội vô địch Giải vô địch châu Âu lần đầu tiên trong lịch sử.Với chiến thắng này, Bồ Đào Nha đã giành được quyền tham dự FIFA Confederations Cup đầu tiên của họ, được tổ chức tại Nga vào năm 2017.

## Bối cảnh
Giải vô địch bóng đá châu Âu UEFA Euro 2016 là mùa giải thứ 15 của giải đấu bóng đá quốc tế dành cho các đội tuyển quốc gia, được tổ chức từ ngày 10 tháng 6 đến ngày 10 tháng 7 năm 2016 tại Pháp. Để tham gia giải đấu này, các đội tuyển đã tham gia vòng loại từ tháng 9 năm 2014 đến tháng 11 năm 2015. 53 đội bóng đã được chia thành chín bảng, trong đó các đội thi đấu với nhau trên cơ sở vòng tròn tính điểm sân nhà và sân khách.Đội đứng đầu và đội vị trí thứ hai của mỗi bảng, cùng với đội chủ nhà Pháp và đội Thổ Nhĩ Kỳ đủ điều kiện để vào vòng chung kết. Bốn vị trí còn lại để vào vòng chung kết được xác định thông qua các trận play-off hai lượt, với sự tham gia của tám đội xếp thứ ba còn lại.Vòng chung kết cuối cùng được chia thành 24 đội, được phân thành sáu bảng bốn đội, mỗi đội sẽ thi đấu với nhau một lần trong bảng. Hai đội đứng đầu của mỗi bảng cùng với bốn đội xếp thứ ba xuất sắc nhất sẽ tiến vào vòng đấu loại trực tiếp.
Pháp từng vô địch Giải vô địch châu Âu hai lần, trong đó một lần là khi họ làm chủ nhà giải đấu và đánh bại Tây Ban Nha vào năm 1984. Trận chung kết thứ hai của họ là năm 2000, khi họ ghi bàn thắng vàng vào lưới Ý tại Hà Lan. Bồ Đào Nha đã từng chơi trong một trận chung kết trước đó, nhưng thất bại trước Hy Lạp tại quê nhà vào năm 2004. Hai đội đã gặp nhau 24 lần trước đó, lần đầu tiên vào năm 1926 khi Pháp thắng 4-2 tại Toulouse. Trước trận chung kết, Pháp đã thắng 18 trận trong số các cuộc đối đầu đó, Bồ Đào Nha chỉ thắng được 5 lần và còn có một trận hòa. Trận đấu gần nhất giữa hai đội là trận giao hữu vào năm 1975 tại Pháp, khi Bồ Đào Nha giành chiến thắng. Tuy nhiên, sau đó Pháp đã thắng cả 10 lần gặp nhau. Các lần đối đầu trước đó giữa hai đội, bao gồm bán kết Euro 1984, Euro 2000 và World Cup 2006, đều kết thúc với chiến thắng của Pháp. Trước khi bắt đầu giải đấu, Bồ Đào Nha được xếp ở vị trí thứ 8 trên Bảng xếp hạng thế giới FIFA, trong khi Pháp đứng thứ 17.
Trận chung kết Giải vô địch châu Âu Euro 2016 được tổ chức tại sân vận động Stade de France nằm ở Saint-Denis, ngoại ô Paris. UEFA đã chính thức công bố địa điểm này cùng với lịch thi đấu đầy đủ vào ngày 25 tháng 4 năm 2014 sau một cuộc họp được tổ chức tại Paris. Đây là lần thứ ba thủ đô Pháp được tổ chức trận chung kết Giải vô địch châu Âu, sau các lần vào năm 1960 và 1984, và cả hai đều diễn ra tại sân vận động Parc des Princes.Stade de France là một sân vận động loại bốn của UEFA và là sân vận động lớn thứ sáu ở châu Âu. Nó là địa điểm lớn nhất của Euro 2016, với sức chứa tối đa lên đến 80.000 chỗ ngồi. Trận chung kết là trận đấu thứ bảy diễn ra trên sân vận động tại giải đấu này, bao gồm cả trận khai mạc giải đấu giữa Pháp và Romania.

## Đường đến trận chung kết

### Bồ Đào Nha

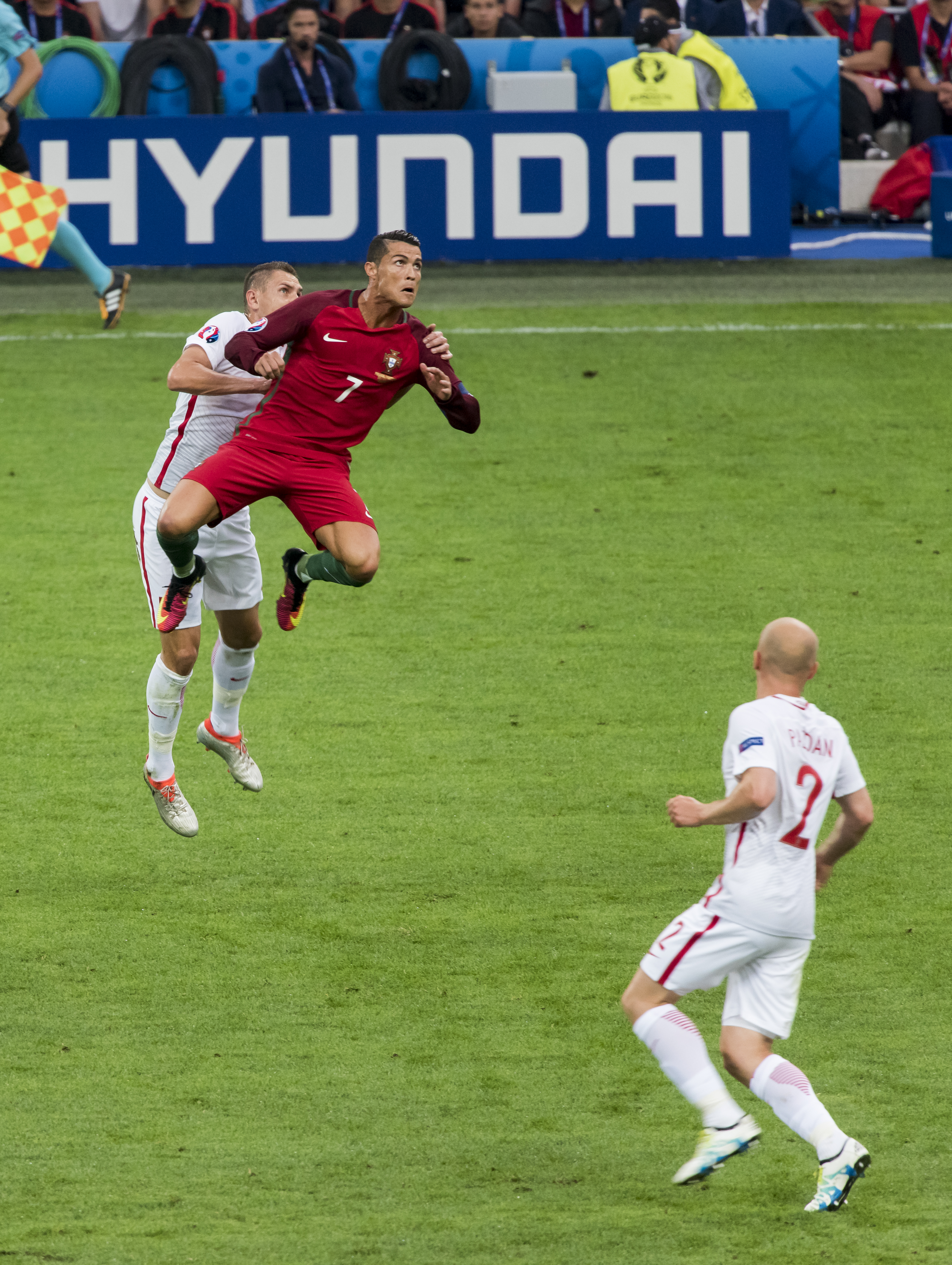
Cristiano Ronaldo (trong ảnh thi đấu với Ba Lan ở tứ kết) trở thành cầu thủ khoác áo đội tuyển quốc gia nhiều nhất của anh ấy trong suốt giải đấu.

Sau khi xuất sắc vượt qua vòng loại Euro 2016 với vị trí đầu bảng I, giành được bảy chiến thắng và một thất bại trong tám trận đấu, đội tuyển Bồ Đào Nha đã bước vào vòng chung kết với tư cách là một trong những ứng cử viên hàng đầu cho chức vô địch. Tuy nhiên, trong trận đấu đầu tiên của họ tại bảng F, Bồ Đào Nha đã gặp phải sự khó chịu từ đội tuyển Iceland, trên sân Stade Geoffroy-Guichard ở Saint-Étienne vào ngày 14 tháng 6.Dù có được hai cơ hội sớm để dẫn trước từ phía của Gylfi Sigurðsson của Iceland, nhưng đội tuyển Bồ Đào Nha vẫn may mắn tránh được bàn thua nhờ vào thủ môn Rui Patrício. Phút thứ 31, Nani đã mở tỷ số cho Bồ Đào Nha sau đường căng ngang của André Gomes. Tuy nhiên, chỉ sau năm phút trong hiệp hai, Iceland đã gỡ hòa sau bàn thắng của Birkir Bjarnason từ đường chuyền của Jóhann Berg Guðmundsson, với sự mắc sai lầm của Vieirinha của Bồ Đào Nha.Mặc dù Bồ Đào Nha đã kiểm soát bóng và tung ra nhiều cú sút hơn, nhưng đội tuyển này đã không thể giành chiến thắng và trận đấu kết thúc với tỷ số hòa 1-1. Trận đấu thứ hai của Bồ Đào Nha đã diễn ra bốn ngày sau đó, khi họ đối đầu với Áo tại sân Parc des Princes.Hiệp một kết thúc không bàn thắng, nhưng cuối hiệp hai, Bồ Đào Nha được hưởng một quả đá phạt đền. Cristiano Ronaldo, người đã trở thành cầu thủ ra sân nhiều nhất của đất nước anh trong trận đấu đó, đã bị hậu vệ Martin Hinteregger phạm lỗi trong vòng cấm địa của Áo nhưng bỏ lỡ quả phạt đền, đập vào chân cột dọc khung thành. Anh cũng có một cú đánh đầu không được phép vì việt vị và trận đấu kết thúc với tỷ số 0-0.
Trận đấu cuối cùng của Bồ Đào Nha tại vòng bảng Euro 2016 đã diễn ra vào ngày 22 tháng 6 trên sân Parc Olympique Lyonnais ở Décines-Charpieu, Pháp, khi họ đối đầu với đội tuyển Hungary. Trong trận đấu này, đội tuyển Hungary đã mở tỷ số ở phút thứ 19 với pha lập công của Zoltán Gera từ một cú vô lê đẹp mắt.Tuy nhiên, Bồ Đào Nha đã nhanh chóng có bàn gỡ hòa sau đó khi Nani kết thúc một đường chuyền của Ronaldo bằng cú sút tầm thấp, vượt qua thủ môn Gábor Király. Tuy nhiên, chỉ sau hai phút, đội tuyển Hungary đã trở lại dẫn trước sau khi Balázs Dzsudzsák ghi bàn thắng chệch cột dọc.Không lâu sau đó, Ronaldo đã lập công mang về bàn thắng san bằng tỷ số 2-2. Tuy nhiên, Dzsudzsák lại lập công một lần nữa, lần này là cú sút chệch cột dọc thứ hai ở phút 55, đưa đội tuyển Hungary dẫn trước một lần nữa.Nhưng Ronaldo lại một lần nữa trở thành người hùng khi ghi bàn đầu tiên bằng đầu trong giải đấu này, giúp đội tuyển Bồ Đào Nha có được kết quả hòa 3-3. Với bàn thắng muộn của Iceland vào lưới Áo, Bồ Đào Nha đã giành vị trí thứ ba trong bảng F và tiến vào vòng knock-out cùng với các đội tuyển Slovakia, Cộng hòa Ireland và Bắc Ireland.Chỉ có bốn đội xếp thứ ba trong sáu bảng được đi tiếp vào vòng knock-out, và Bồ Đào Nha đã là một trong số đó. Trận đấu này cũng được nhận định là một trong những trận đấu hấp dẫn và kịch tính nhất tại giải đấu Euro 2016.
Trong vòng 16 đội của Euro 2016, Bồ Đào Nha đã gặp đội đầu bảng D, Croatia, tại Stade Bollaert-Delelis ở Lens vào ngày 25 tháng 6. Trận đấu đã được mô tả bởi Saj Chowdhury của BBC Sport là "một trận đấu tẻ nhạt", và được ghi nhận là một trò chơi "sẽ không để lại dấu ấn đáng nhớ trong lòng người hâm mộ" bởi Barry Glendenning trong The Guardian.Trong 24 phút đầu tiên, không có một cú sút nào được thực hiện, kỷ lục về một trận đấu của châu Âu. Trong hiệp phụ và chỉ còn ba phút, một cú sút của Ronaldo đã bị thủ môn người Croatia, Danijel Subašić, cản phá, nhưng Ricardo Quaresma đã đánh đầu vào lưới đối phương từ cự ly gần, giúp Bồ Đào Nha giành chiến thắng 1-0.
| VT | Đội        | ST | Đ |
| -- | ---------- | -- | - |
| 1  | Hungary    | 3  | 5 |
| 2  | Iceland    | 3  | 5 |
| 3  | Bồ Đào Nha | 3  | 3 |
| 4  | Áo         | 3  | 1 |

| VT | Đội      | ST | Đ |
| -- | -------- | -- | - |
| 1  | Pháp (H) | 3  | 7 |
| 2  | Thụy Sĩ  | 3  | 5 |
| 3  | Albania  | 3  | 3 |
| 4  | România  | 3  | 1 |

## Trước trận đấu
Vài giờ trước khi trận chung kết diễn ra, bạo loạn xảy ra khi các cổ động viên cố gắng đột nhập ở khu vực dành cho người hâm mộ dưới chân tháp Eiffel và cảnh sát cố gắng ngăn chặn tình trạng quá tải.
Trước khi trận đấu bắt đầu, sân vận động đã bị xâm chiếm bởi bướm đêm silver Y, gây ra một số phiền hà cho các cầu thủ, nhân viên và huấn luyện viên. Các công nhân tại sân vận động đã để đèn sáng cả đêm ngày trước trận đấu nên đã thu hút cả đống những con côn trùng. Các cầu thủ và huấn luyện viên của mỗi đội trong thời gian trước trận đấu cố gắng đập đuổi những con bướm đêm, và các nhân viên dùng bàn chải để quét sạch bướm đêm từ các bức tường, mặt đất và các khu vực khác.

## Trận đấu

### Tóm tắt
Nani có cú sút đầu tiên của trận đấu. Pháp, bắt đầu với một "tốc độ vũ bão", đã có nhiều cơ hội để ghi bàn sớm vào đầu và trong trận đấu, đặc biệt là sau khi phút thứ 8 khi đội trưởng của Bồ Đào Nha Cristiano Ronaldo bị chấn thương khi bị tranh bóng bởi Dimitri Payet. Anh đã cố gắng để tiếp tục thi đấu, nhưng đã phải ra khỏi sân hai lần trước khi được thay thế bởi Ricardo Quaresma ở phút 25. Mất một cầu thủ quan trọng nhất đội, hàng phòng ngự của Bồ Đào Nha liên tục bị gượng ép bởi người Pháp. Kịch bản hiệp 2 cũng không quá khác, khi đội chủ nhà vẫn kiểm soát trạn đấu. Hết Griezmann rồi Giroud, họ đều bị từ chối cơ hội. Bồ Đào Nha dùng hai thay thế còn lại của họ trong nửa hiệp thứ hai, đưa vào sân João Moutinho và Eder, trong khi Pháp đưa vào Kingsley Coman và André-Pierre Gignac. Bồ Đào Nha tạo nên cơ hội có thể coi là rõ rệt nhất ở hiệp 2, sau pha phối hợp của Nani va Quaresma. Gicnac bỏ lỡ cơ hội rõ rệt nhất ở phút cuối, khi bóng tìm đến cột dọc. Ngay khi vừa vào hiệp phụ, Bồ Đào Nha tạo ra những cơ hội nguy hiểm. Raphaël Guerreiro đá đụng xà ngang trong một quả phạt trực tiếp, và Eder đã có hai cơ hội, mà anh ta đã làm bàn trong cơ hội thứ hai ở phút 109. Cú vuốt bóng thấp nằm bên phải của thủ môn cách xa mục tiêu khoảng 25 yard (23 m). ESPN phát biểu, đây là cú đá được thực hiện "xuất sắc", "một cú xứng đáng để giành chiến thắng trong bất kỳ trận chung kết nào."  Cả sân như nổ tung sau bàn thắng vừa rồi. Pháp mang vào Anthony Martial khá muộn, với 10 phút còn lại ở hiệp phụ, nhưng vô ích.

### Chi tiết
| Bồ Đào Nha | 1–0 (s.h.p.) | Pháp |
| ---------- | ------------ | ---- |
| Éder 109'  | Chi tiết     |      |

| Bồ Đào Nha | Pháp |

| TM                      | 1  | Rui Patrício          | 120' |     |
| HV                      | 21 | Cédric                | 34'  |     |
| HV                      | 3  | Pepe                  |      |     |
| HV                      | 4  | José Fonte            | 119' |     |
| HV                      | 5  | Raphaël Guerreiro     | 95'  |     |
| TV                      | 14 | William Carvalho      | 98'  |     |
| TV                      | 16 | Renato Sanches        |      | 79' |
| TV                      | 23 | Adrien Silva          |      | 66' |
| TV                      | 10 | João Mário            | 62'  |     |
| TĐ                      | 17 | Nani                  |      |     |
| TĐ                      | 7  | Cristiano Ronaldo (c) |      | 25' |
| Vào sân thay người:     |    |                       |      |     |
| TĐ                      | 20 | Ricardo Quaresma      |      | 25' |
| TV                      | 8  | João Moutinho         |      | 66' |
| TĐ                      | 9  | Éder                  |      | 79' |
| Huấn luyện viên trưởng: |    |                       |      |     |
| Fernando Santos         |    |                       |      |     |

| TM                      | 1  | Hugo Lloris (c)     |      |      |
| HV                      | 19 | Bacary Sagna        |      |      |
| HV                      | 21 | Laurent Koscielny   | 107' |      |
| HV                      | 22 | Samuel Umtiti       | 80'  |      |
| HV                      | 3  | Patrice Evra        |      |      |
| TV                      | 18 | Moussa Sissoko      |      | 110' |
| TV                      | 15 | Paul Pogba          | 115' |      |
| TV                      | 14 | Blaise Matuidi      | 97'  |      |
| TĐ                      | 8  | Dimitri Payet       |      | 58'  |
| TĐ                      | 7  | Antoine Griezmann   |      |      |
| TĐ                      | 9  | Olivier Giroud      |      | 78'  |
| Vào sân thay người:     |    |                     |      |      |
| TĐ                      | 20 | Kingsley Coman      |      | 58'  |
| TĐ                      | 10 | André-Pierre Gignac |      | 78'  |
| TĐ                      | 11 | Anthony Martial     |      | 110' |
| Huấn luyện viên trưởng: |    |                     |      |      |
| Didier Deschamps        |    |                     |      |      |

| Cầu thủ xuất sắc nhất trận: Pepe (Bồ Đào Nha) Trợ lý trọng tài: Simon Beck (Anh) Jake Collin (Anh) Trọng tài bàn: Viktor Kassai (Hungary) Các trọng tài phụ (khu vực cấm địa): Anthony Taylor (Anh) Andre Marriner (Anh) Giám sát trận đấu: György Ring (Hungary) | Quy tắc trận đấu - 90 phút thi đấu chính thức. - 30 phút của hiệp phụ nếu hòa. - Sút luân lưu 11m nếu tỷ số vẫn hòa. |

### Thống kê
|                | Bồ Đào Nha | Pháp |
| -------------- | ---------- | ---- |
| Bàn thắng      | 0          | 0    |
| Tổng số cú sút | 4          | 7    |
| Sút bóng       | 0          | 3    |
| Sút cầu môn    | 3          | 0    |
| Kiểm soát bóng | 45%        | 55%  |
| Phạt góc       | 2          | 3    |
| Phạm lỗi       | 2          | 2    |
| Việt vị        | 0          | 0    |
| Thẻ vàng       | 1          | 0    |
| Thẻ đỏ         | 0          | 0    |

|                | Bồ Đào Nha | Pháp |
| -------------- | ---------- | ---- |
| Bàn thắng      | 0          | 0    |
| Tổng số cú sút | 2          | 10   |
| Sút bóng       | 1          | 4    |
| Sút cầu môn    | 4          | 2    |
| Kiểm soát bóng | 48%        | 52%  |
| Phạt góc       | 1          | 3    |
| Phạm lỗi       | 7          | 4    |
| Việt vị        | 0          | 1    |
| Thẻ vàng       | 1          | 1    |
| Thẻ đỏ         | 0          | 0    |

|                | Bồ Đào Nha | Pháp |
| -------------- | ---------- | ---- |
| Bàn thắng      | 1          | 0    |
| Tổng số cú sút | 3          | 1    |
| Sút bóng       | 2          | 0    |
| Sút cầu môn    | 0          | 1    |
| Kiểm soát bóng | 48%        | 52%  |
| Phạt góc       | 2          | 3    |
| Phạm lỗi       | 3          | 7    |
| Việt vị        | 1          | 1    |
| Thẻ vàng       | 4          | 3    |
| Thẻ đỏ         | 0          | 0    |

|                | Bồ Đào Nha | Pháp |
| -------------- | ---------- | ---- |
| Bàn thắng      | 1          | 0    |
| Tổng số cú sút | 9          | 18   |
| Sút bóng       | 3          | 7    |
| Sút cầu môn    | 7          | 3    |
| Kiểm soát bóng | 47%        | 53%  |
| Phạt góc       | 5          | 9    |
| Phạm lỗi       | 12         | 13   |
| Việt vị        | 1          | 2    |
| Thẻ vàng       | 6          | 4    |
| Thẻ đỏ         | 0          | 0    |